# Johann Franz von Schaffgotsch
Johann Franz de Paula von Schaffgotsch, né le 30 juin 1792 à Brünn, et mort le 3 novembre 1866 dans la même ville, est un général impérial autrichien de cavalerie.

## Biographie
Johann Franz von Schaffgotsch est issu de la famille noble Schaffgotsch. Il est le fils du comte Johann Ernst Maximilian von Schaffgotsch (19 août 1742-27 mai 1825), né de son second mariage avec Johanna Nepomucena Candida von Blümegen (3 octobre 1765-7 février 1811). Son frère Anton Ernst est évêque de Brno.
Johann Franz se joint au Chevaulegers Regiment Vincent en 1808. En 1809, il participe à la bataille d'Aspern en tant que lieutenant. En 1813, il combat comme capitaine de cavalerie dans le régiment Kürassier no 6 lors de la bataille des Nations près de Leipzig et en 1814 dans le nord de la France. Pendant la campagne de 1815, il  retourne au Chevaulegers Regiment Vincent en Italie, où il prend part au train pour Naples. En juin 1834, il devient colonel dans le régiment d'Uhlanen Schwarzenberg, où il reste jusqu'en 1841. Le 4 juin 1841, il est promu au grade de major-général et le 27 mars 1848 au grade de feld-maréchal lieutenant.
En mars 1848, il commande une division du IIe Corps sous les ordres de Constantin d'Aspre
dans l'armée italienne commandée par Joseph Radetzky. Ses brigades subordonnées sous le prince Edmund Schwarzenberg, le prince Friedrich Liechtenstein et le comte Samuel Gyulay se sont distingués les 23 et 24 juillet, notamment avec Sona, Bussolengo, Santa Giustina et Sommacampagna. Les Sardes doivent abandonner leurs positions lors de la bataille de Custozza à San Giorgio et Salice.
Lors de la campagne de 1849, sa division se distingue également lors de la bataille de Novara le 23 mars. Le comte Schaaffgotsche envoie un bataillon Kinsky et des volontaires viennois pour soutenir l'archiduc Albrecht, qui a appelé à l'aide, malgré sa propre affliction, permettant ainsi une contre-attaque réussie sur l'aile droite près d'Olengo. En 1850, il reçoit la Croix de Chevalier de l'Ordre de Marie-Thérèse pour ses activités lors de la campagne de 1848 et 1849 et est nommé chef du régiment Kürassier no 5. Le 16 novembre 1856, il est promu général de cavalerie et nommé commandant général en Moravie et en Silésie en 1858. En juin 1859, lors de la bataille de Solferino, il dirige le IXe Corps d'armée à Medole sous le commandement suprême du FZM Franz von Wimpffen. Le 6 novembre 1859, il est finalement libéré de l'armée impériale.
Il se marie le 30 janvier 1817 avec Ernestine von Lamberg (8 mai 1791-29 avril 1858). Ils ont de cette union : 
- Karolina Franziska Marianne (13 septembre 1820-9 octobre 1876)
- Franz de Paula (22 juin 1829-20 janvier 1908)

## Récompense
- 1850 : Ordre militaire de Marie-Thérèse